# 花間燈
花間燈（／ Hanama Tomo，1990年—）是日本輕小說作家，出身於青森縣。

## 簡介
其作品《貓耳天使與戀愛蘋果》於2013年的第9回MF文庫J輕小說新人獎獲得佳作，此後活躍於MF文庫J的品牌上。

## 作品
- 《貓耳天使與戀愛蘋果》（Media Factory《MF文庫J》2013年11月25日－2014年5月23日）

- 《魔術樂譜之盾》（Media Factory《MF文庫J》2015年2月25日－2015年6月25日）

- 《只要長得可愛，即使是變態你也喜歡嗎？》（Media Factory《MF文庫J》2017年1月25日－2022年1月25日，插畫：sune）

- 《內衣女孩任你擺布》（Media Factory《MF文庫J》2022年4月25日－2023年6月23日，插畫：sune）

## 註解
1. ↑  《只要長得可愛，即使是變態你也喜歡嗎？》小說內頁的作者介紹。

## 外部連結
- 花間燈的X（前Twitter）